# Cneorane erytrocephala
Cneorane erytrocephala es un coleóptero de la familia Chrysomelidae.
Fue descrita científicamente por primera vez en 1781 por Fabricius.